# Domaine de La Saussaye
Le Domaine de La Saussaye est un grand parc boisé situé dans le hameau portant son nom, dans la commune de Sours, en Eure-et-Loir, en France.

## Histoire
Le domaine de La Saussaye est situé en bordure de l'axe « Chartres-Orléans », qui au départ s’appelait « Chemin de César ». Il s'agissait d'une voie antique de l'époque gallo-romaine qui reliait Rouen à Orléans.
En 1360, un château du Moyen Âge ayant existé a pu accueillir les plénipotentiaires du roi Édouard III d'Angleterre et ceux de Charles, fils du roi Jean II de France, qui se sont rencontrés sur la commune de Sours dans un « château près du hameau de Brétigny » où ils ont ensemble fixé les modalités du célèbre Traité de Brétigny. Quelque temps après ce traité, le château aurait servi de grange. Au même moment, les agriculteurs des terres de la plaine où se situe le château (de Sours à Nogent-le-Phaye), où avaient campé les troupes anglaises, se virent ajournés de la dîme en mémoire du traité. Ils conserveront ce privilège jusqu'à la révolution de 1789.
Vers 1450, Robert de Bugy, contrôleur des greniers à sel de la région de Blois et écuyer du roi François Ier, construit un château (comparable au château de Troussay) sur les terres de Sours, au bord de la route d'Orléans, sur le hameau actuel de La Saussaye.
Au XVIIe siècle, le domaine du château de Robert de Bugy est agrandi, doté de communs et de deux ailes, tandis que se développe, à l'arrière, un magnifique parc à la française. En 1732, pour la première fois, l'édifice change de propriétaires : la dernière descendante de Robert de Bugy vend le château à la famille Pelluys, notaires blésois.
Vers 1828, le château et le parc de Robert de Bugy est acquis par Louis de la Saussaye, grand érudit français. Le domaine gardera son nom jusqu'à nos jours.
Le château fut démoli pendant la Seconde Guerre mondiale.

## Composition du domaine
Le domaine abrite l'établissement public local d'enseignement et de formation professionnelle agricole de La Saussaye, comprenant :
- le lycée d'enseignement général, technologique et professionnel ;
- le centre de formation pour apprentis ;
- le centre de formation pour adultes ;
- l'exploitation agricole, support des formations, qui s'étend sur une surface de 140 hectares cultivés en grandes cultures non irriguées, dont 40 hectares sont en agriculture biologique[4].

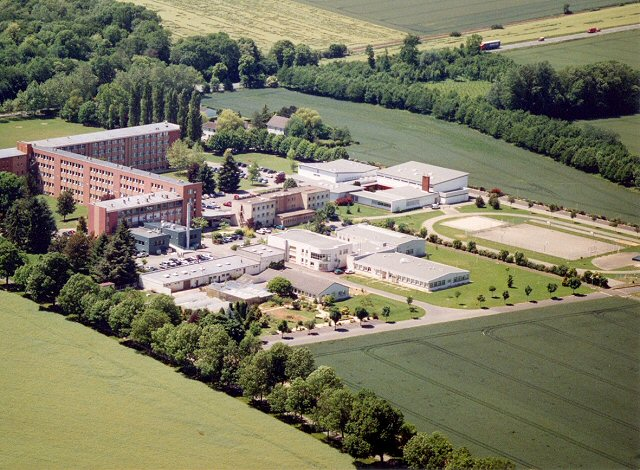
Le lycée agricole de La Saussaye.
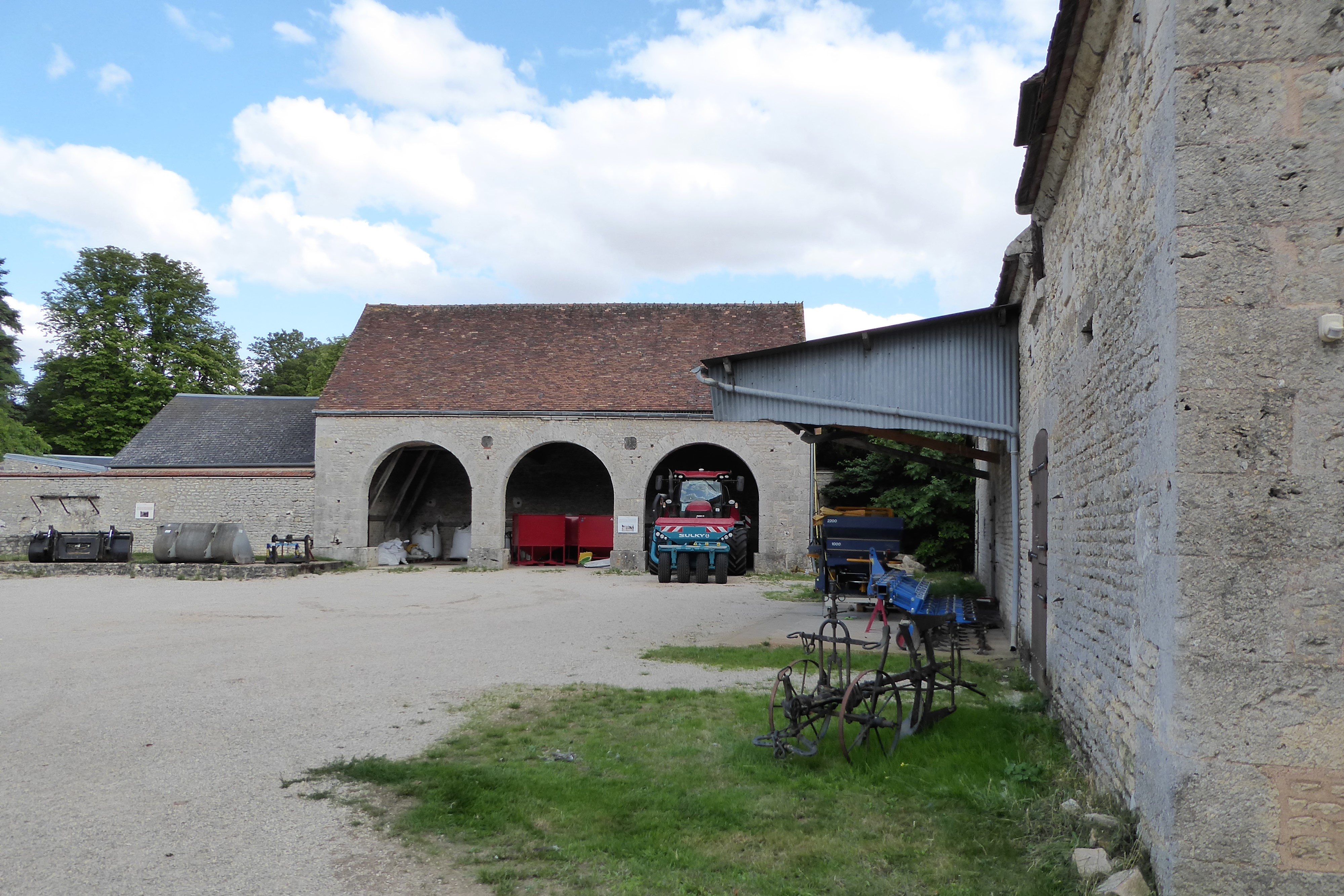
Bergerie et hangar de la ferme de La Saussaye.
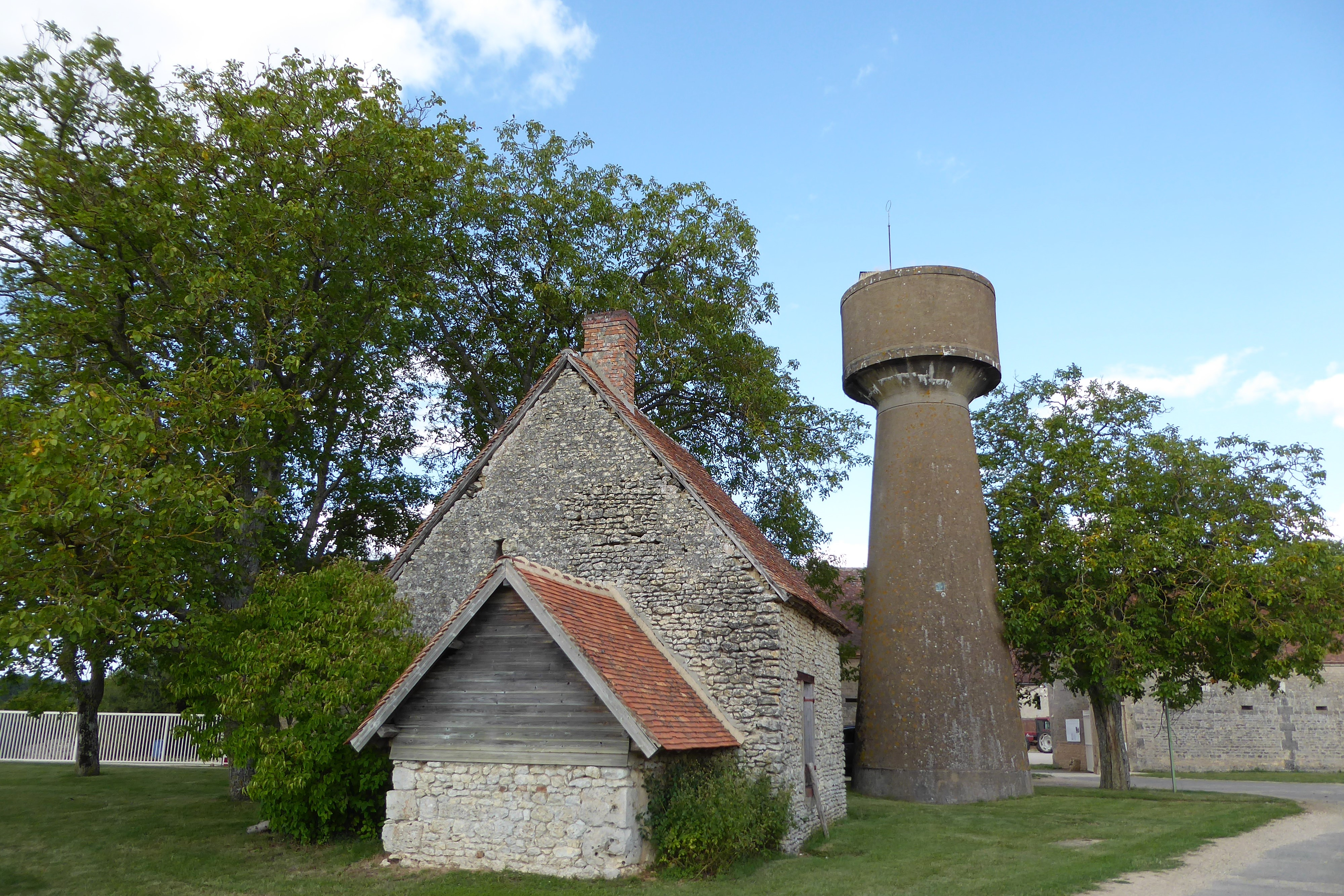
L'ancien fournil et le château d'eau.

### Sources et bibliographie
: document utilisé comme source pour la rédaction de cet article.
- V. Chevard, Histoire de chartres et de l'ancien pays chartrain : avec une description statistique du Département d'Eure-et-Loir, Durand-le-Tellier, imprimeur, 1801, 571 p. (lire en ligne).
- Ernest de Buchère de Lépinois, Histoire de Chartres, vol. 1, Chartres, Garnier éditeur, 1854 (lire en ligne).